# Либерални демократи
Либерални демократи (на английски: Liberal Democrats) е центристко-лява социалнолиберална политическа партия във Великобритания.
Основана е през 1988 година посредством сливането на основаната в средата на XIX век Либерална партия и по-малката Социалдемократическа партия. Либерални демократи е в опозиция до 2010 година, когато влиза в коалиция с Консервативната партия. През 2015 година претърпява тежко поражение на общите избори, получавайки едва 8 от 650 места в Камарата на представителите, и отново остава в опозиция.